# Scleria robinsoniana
Scleria robinsoniana är en halvgräsart som beskrevs av Jean Raynal. Scleria robinsoniana ingår i släktet Scleria och familjen halvgräs. Inga underarter finns listade i Catalogue of Life.